# Christoph Marx (Historiker, 1957)
Christoph Marx (* 4. August 1957 in Landau in der Pfalz) ist ein deutscher Historiker, der vor allem zur kolonialen, nachkolonialen und Zeitgeschichte des südlichen Afrika arbeitet. Er ist seit 2002 Professor für Außereuropäische Geschichte an der Universität Duisburg-Essen.

## Leben und Wirken
Christoph Marx studierte Geschichte und Musikwissenschaft an der Albert-Ludwigs-Universität Freiburg und der Rhodes University in Grahamstown (Südafrika). Im Jahre 1987 wurde Marx in Freiburg bei Ernst Schulin mit einer Arbeit Zur historischen Erfassung des vorkolonialen Schwarzafrika in der deutschen Forschung des 19. und frühen 20. Jahrhunderts promoviert. Nach Teilnahme am Forschungsseminar „Rethinking Nationalism“ an der Universität Tel Aviv sowie Forschungsaufenthalten in Südafrika und Simbabwe folgte 1996 die Habilitation ebenfalls in Freiburg bei Wolfgang Reinhard mit einer Schrift über den radikalen Nationalismus der weißen „Afrikaaner“ (Buren) und die Geschichte der Ossewabrandwag.
Seit April 2002 ist Marx Professor für Außereuropäische Geschichte an der Universität Duisburg-Essen. Er leitete von 2018 bis 2022 das Teilprojekt „Zwischen Schwarz und Weiß. Die südafrikanischen Coloureds und die Apartheid“ innerhalb der DFG-Forschungsgruppe „Ambiguität und Unterscheidung: Historisch-kulturelle Dynamiken“.
Schwerpunkte seiner Arbeit bilden die Geschichte der Apartheid in Südafrika, vergleichende Geschichte der kolonialen Frontier, Geschichte der indischen Diaspora, vergleichende Kolonialgeschichte Afrikas, Nordamerikas und der Karibik, Geschichte Simbabwes und koloniale und nationale Geschichtsmythen in Afrika.

## Publikationen (Auswahl)
- Von Berlin nach Timbuktu. Der Afrikaforscher Heinrich Barth. Biographie. Wallstein, Göttingen 2021, ISBN 978-3-8353-5009-0.
- Mugabe. Ein afrikanischer Tyrann. (= Diktatoren des 20. Jahrhunderts). Beck, München 2017, ISBN 978-3-406-71346-0.
- Südafrika. Geschichte und Gegenwart. Stuttgart 2012, ISBN 978-3-17-021146-9.
- Oxwagon Sentinel. Radical Afrikaner Nationalism and the History of the Ossewa Brandwag. Lit, Berlin 2008, ISBN 978-3-8258-9797-0.
- Pelze, Gold und Weihwasser. Handel und Mission in Afrika und Amerika. Darmstadt 2008, ISBN 978-3-89678-334-9.
- (Hrsg.): Bilder nach dem Sturm. Wahrheitskommissionen und historische Identitätsstiftung zwischen Staat und Zivilgesellschaft. (= Periplus-Studien. 12). Münster 2007, ISBN 978-3-8258-0767-2.
- Geschichte Afrikas – Von 1800 bis zur Gegenwart. Paderborn / München / Wien / Zürich 2004, ISBN 3-506-71748-0.
- Im Zeichen des Ochsenwagens. Der radikale Afrikaaner-Nationalismus in Südafrika und die Geschichte der Ossewabrandwag. (= Studien zur Afrikanischen Geschichte. 22). Münster / Hamburg 1998, ISBN 3-8258-3907-9.
- Völker ohne Schrift und Geschichte – Zur historischen Erfassung des vorkolonialen Schwarzafrika in der deutschen Forschung des 19. und frühen 20. Jahrhunderts. (= Beiträge zur Kolonial- und Überseegeschichte. 43). Stuttgart 1988, ISBN 3-515-05173-2.